# Android 15
Android 15 je patnáctá hlavní verze a celkově dvacátá druhá verze mobilního operačního systému Android. Byla oznámena 14. května 2024 na konferenci Google I/O a byla vydána 3. září 2024.

## Historie

Logo Androidu 15 pro vývojářské a beta verze

První beta verze systému Android 15 byla vydána 11. dubna 2024. Obsahovala aktualizace, jako je zobrazení aplikací jako výchozí od okraje k okraji a archivace aplikací. Druhá beta verze byla vydána 15. května 2024 a přinesla funkce, jako je Private Space, vylepšené náhledy widgetů a vylepšený režim obraz v obraze. Třetí beta verze systému Android 15 byla vydána 18. června 2024. Spustila mírně přepracovaný správce přístupových klíčů a pověření. Čtvrtá a poslední beta verze systému Android 15 byla spuštěna 18. července 2024. Aktualizace zahrnovala prediktivní animace zad a také sdílení obrazovky aplikace (umožňující uživatelům sdílet nebo nahrávat 1 aplikaci místo celé obrazovky).

## Funkce
S vydáním beta verze 3 Android 15 získal platforma status Platform Stability, což znamená, že rozhraní API pro vývojáře a chování aplikací na platformě se již nebude měnit a softwarové produkty orientované na Android 15 již mohou být vydávány na Google Play.

### Stav baterie
Nová sekce nazvaná Stav baterie definuje opotřebení baterie v procentech za dobu její životnosti.

### Modernizovaný režim
Modernizovaný režim má multitasking s možností spouštět dvě aplikace na stejné obrazovce.

### Private Space
Funkce Private Space umožňuje uživateli vytvořit tajný profil, stahovat kopie aplikací a ukládat fotografie, videa a další soubory, které se nedostanou do hlavního účtu.
- Možnost změnit výchozího hlasového asistenta
- Widgety zamykací obrazovky - budou viditelné i při vypnuté obrazovce v režimu AOD (Always on Display).
- Nové možnosti práci s médií a umělé inteligence, možnosti využití nestandardních form faktorů zařízení.

### Funkce archivace aplikací
Jedná se o obdobu funkce „Stáhnout nepoužívané“, která byla představena již v iOS 11. Dlouho nepoužívané aplikace se ze zařízení odstraní, ale jejich data a dokumenty se uloží, takže při jejich opětovném stažení se vše obnoví do původního stavu. Google představila možnost archivace aplikací již na začátku roku 2022, ale až dosud se jednalo o funkci firemního Google Play, nikoliv o samotný systém. Ve druhé beta verzi Androidu 14 je již zabudována do operačního systému, i když zatím není aktivována.
- Existují určitá omezení pro aplikace z neznámých zdrojů, složitější oprávnění pro přístup k oznámení, hovorům, SMS, údajům o používání, zobrazení na obrazovce a funkce "správce zařízení". Tato změna se netýkala aplikací nainstalovaných z Google Play a některých obchodů třetích stran.

### Diagnostika systému
Nová sekce Diagnostika systému v nabídce Nastavení → Systém. Zde lze spustit testy displeje a dotykové vrstvy a také statistiky využití baterie a úložiště. Diagnostiku lze spustit také na jiném zařízení.

## Oficiální seznam zařízení podporující aktualizaci

### ASUS
- ASUS Zenfone 11 Ultra
- ASUS Zenfone 10
- ROG Phone 8
- ROG Phone 8 Pro
- ROG Phone 7
- ROG Phone 7 Ultimate

### Google
- Pixel 6
- Pixel 6 Pro
- Pixel 6a
- Pixel 7
- Pixel 7 Pro
- Pixel 7a
- Pixel Fold
- Pixel 8
- Pixel 8 Pro
- Pixel 8a
- Pixel 9
- Pixel 9 Pro
- Pixel 9 Pro XL
- Pixel 9 Pro Fold

### Motorola
- Motorola Edge 50
- Motorola Edge 50 Pro
- Motorola Edge 50 Ultra
- Motorola Edge 50 Fusion
- Motorola Edge 50 Neo
- Motorola Edge 40
- Motorola Edge 40 Pro
- Motorola Edge 40 Neo
- Motorola Edge (2024)
- Motorola Edge 30 Ultra
- Motorola Edge (2023)
- Motorola Edge+ (2023)
- Motorola Razr 50
- Motorola Razr 50s
- Motorola Razr (2024)
- Motorola Razr 50 Ultra
- Motorola Razr+ (2024)
- Motorola Razr 40
- Motorola Razr 40s
- Motorola Razr (2023)
- Motorola Razr 40 Ultra
- Motorola Razr+ (2023)
- ThinkPhone by Motorola
- ThinkPhone 25
- Moto G85 5G
- Moto G75 5G
- Moto G55 5G
- Moto G45 5G
- Moto G35 5G
- Moto G34 5G
- Moto G 5G (2024)
- Moto G Power 5G (2024)
- Moto G Stylus 5G (2024)

### Nothing
- Phone (1)
- Phone (2)
- Phone (2a)
- Phone (2a) Plus
- CMF Phone 1

### OnePlus
- OnePlus 12
- OnePlus 12R
- OnePlus 11
- OnePlus 11R
- OnePlus 10 Pro
- OnePlus 10R
- OnePlus 10T
- OnePlus Ace 3
- OnePlus Ace 3 Pro
- OnePlus Ace 3V
- OnePlus Ace 2
- OnePlus Ace 2 Pro
- OnePlus Ace 2V
- OnePlus Ace
- OnePlus Ace Pro
- OnePlus Nord 4
- OnePlus Nord 3 5G
- OnePlus Nord CE 3 5G
- OnePlus Nord CE 3 Lite 5G
- OnePlus Nord CE4
- OnePlus Nord CE4 Lite
- OnePlus Nord N30 5G
- OnePlus Nord N30 SE 5G
- OnePlus Open

### Oppo
- Oppo A98
- Oppo A80
- Oppo A79 5G
- Oppo A78
- Oppo A60
- Oppo A59 5G
- Oppo A58
- Oppo A40
- Oppo A38
- Oppo A18
- Oppo A3
- Oppo A3 5G
- Oppo A3 Pro
- Oppo A3x
- Oppo A3x 5G
- Oppo A2
- Oppo A2 Pro
- Oppo A2x
- Oppo A1 5G
- Oppo A1 Pro
- Oppo F27
- Oppo F27 Pro+
- Oppo F25 Pro
- Oppo F23
- Oppo Find N3
- Oppo Find N3 Flip
- Oppo Find N2
- Oppo Find N2 Flip
- Oppo Find X7
- Oppo Find X7 Ultra
- Oppo Find X6
- Oppo Find X6 Pro
- Oppo Find X5
- Oppo Find X5 Pro
- Oppo K12
- Oppo K12 Plus
- Oppo K12x (Čína)
- Oppo K12x
- Oppo K11
- Oppo K11x
- Oppo Reno12
- Oppo Reno12 Pro
- Oppo Reno12 F
- Oppo Reno12 F 5G
- Oppo Reno12 FS 5G
- Oppo Reno11
- Oppo Reno11 Pro
- Oppo Reno11 A
- Oppo Reno11 F
- Oppo Reno11 FS
- Oppo Reno10
- Oppo Reno10 Pro
- Oppo Reno10 Pro+
- Oppo Reno9
- Oppo Reno9 Pro
- Oppo Reno9 Pro+
- Oppo Reno8 Pro
- Oppo Reno8 Pro+
- Oppo Reno8 T
- Oppo Reno8 T 5G

### Samsung
- Galaxy S24
- Galaxy S24+
- Galaxy S24 Ultra
- Galaxy S24 FE
- Galaxy S23
- Galaxy S23+
- Galaxy S23 Ultra
- Galaxy S23 FE
- Galaxy S22
- Galaxy S22+
- Galaxy S22 Ultra
- Galaxy S21
- Galaxy S21+
- Galaxy S21 Ultra
- Galaxy S21 FE
- Galaxy Z Fold Special Edition
- Galaxy Z Fold 6
- Galaxy Z Flip 6
- Galaxy Z Fold 5
- Galaxy Z Flip 5
- Galaxy Z Fold 4
- Galaxy Z Flip 4
- Galaxy A73 5G
- Galaxy A55 5G
- Galaxy A54 5G
- Galaxy A53 5G
- Galaxy A35 5G
- Galaxy A34 5G
- Galaxy A33 5G
- Galaxy A25 5G
- Galaxy A24
- Galaxy A16
- Galaxy A16 5G
- Galaxy A15
- Galaxy A15 5G
- Galaxy A14
- Galaxy A14 5G
- Galaxy A06
- Galaxy A05
- Galaxy A05s
- Galaxy C55 5G
- Galaxy F55 5G
- Galaxy F54 5G
- Galaxy F34 5G
- Galaxy F15 5G
- Galaxy F14
- Galaxy F14 5G
- Galaxy F05
- Galaxy M55 5G
- Galaxy M55s 5G
- Galaxy M54 5G
- Galaxy M53 5G
- Galaxy M35 5G
- Galaxy M34 5G
- Galaxy M33 5G
- Galaxy M15 5G
- Galaxy M14
- Galaxy M14 5G
- Galaxy M05

### Sony
- Xperia 1 VI
- Xperia 1 V
- Xperia 5 V
- Xperia 10 VI
- Xperia 10 V

### Realme
- Realme 14x
- Realme 13
- Realme 13 5G
- Realme 13+
- Realme 13 Pro
- Realme 13 Pro+
- Realme 12
- Realme 12 5G
- Realme 12x 5G
- Realme 12+
- Realme 12 Lite
- Realme 12 Pro
- Realme 12 Pro+
- Realme 11
- Realme 11 5G
- Realme 11x 5G
- Realme 11 Pro
- Realme 11 Pro+
- Realme 10 Pro
- Realme 10 Pro+
- Realme GT6
- Realme GT 6
- Realme GT 6T
- Realme GT5
- Realme GT5 Pro
- Realme GT3
- Realme GT2 Pro
- Realme GT Neo6
- Realme GT Neo6 SE
- Realme GT Neo5
- Realme GT Neo5 SE
- Realme C67
- Realme C67 5G
- Realme C65
- Realme C65 5G
- Realme C55
- Realme P2 Pro
- Realme P1
- Realme P1 Pro

### Vivo
- Vivo X100
- Vivo X100 Pro
- Vivo X100 Ultra
- Vivo X100s
- Vivo X100s Pro
- Vivo X90
- Vivo X90 Pro
- Vivo X90 Pro+
- Vivo X90s
- Vivo X80
- Vivo X80 Pro
- Vivo X Flip
- Vivo X Fold3
- Vivo X Fold3 Pro
- Vivo X Fold2
- Vivo X Fold
- Vivo X Fold+
- Vivo X Note
- Vivo V40
- Vivo V40 Pro
- Vivo V40e
- Vivo V40 Lite
- Vivo V40 Lite 5G
- Vivo V40 SE
- Vivo V30
- Vivo V30 Pro
- Vivo V30e
- Vivo V30 Lite
- Vivo V30 Lite 5G
- Vivo V30 SE
- Vivo V29
- Vivo V29 Pro
- Vivo V29e
- Vivo V29 Lite 5G
- Vivo V27
- Vivo V27 Pro
- Vivo T3
- Vivo T3 Pro
- Vivo T3 Ultra
- Vivo T3 Lite
- Vivo T3x
- Vivo T2
- Vivo T2 Pro
- Vivo T2x
- Vivo S19
- Vivo S19 Pro
- Vivo S18
- Vivo S18 Pro
- Vivo S18e
- Vivo S17
- Vivo S17 Pro
- Vivo S17e
- Vivo S17t
- Vivo S16
- Vivo S16 Pro
- Vivo Y300
- Vivo Y300 Plus
- Vivo Y300 Pro
- Vivo Y200
- Vivo Y200+
- Vivo Y200 Pro
- Vivo Y200 GT
- Vivo Y200e
- Vivo Y200i
- Vivo Y200t
- Vivo Y100
- Vivo Y100A
- Vivo Y58
- Vivo Y56
- Vivo Y36
- Vivo Y29 5G
- Vivo Y28
- Vivo Y28 5G
- Vivo Y28s
- iQOO 12
- iQOO 12 Pro
- iQOO 11
- iQOO 11 Pro
- iQOO 11S
- iQOO 10
- iQOO 10 Pro
- iQOO 9
- iQOO 9 Pro
- iQOO 9T
- iQOO Neo9
- iQOO Neo9 Pro
- iQOO Neo9S Pro
- iQOO Neo9S Pro+
- iQOO Neo8
- iQOO Neo8 Pro
- iQOO Neo7
- iQOO Neo7 Racing Edition
- iQOO Neo7 SE
- iQOO Neo6
- iQOO Neo6 SE
- iQOO Z9
- iQOO Z9 Turbo
- iQOO Z9 Turbo+
- iQOO Z9 Lite
- iQOO Z9s
- iQOO Z9s Pro
- iQOO Z9x
- iQOO Z8
- iQOO Z7
- iQOO Z7 Pro
- iQOO Z7s
- iQOO Z7x

### Xiaomi
- Xiaomi 14
- Xiaomi 14 Pro
- Xiaomi 14 Ultra
- Xiaomi 14 Civi
- Xiaomi 13
- Xiaomi 13 Pro
- Xiaomi 13 Ultra
- Xiaomi 13 Lite
- Xiaomi 12
- Xiaomi 12 Pro
- Xiaomi 12 Pro Dimensity
- Xiaomi 12 Lite
- Xiaomi 12S
- Xiaomi 12S Pro
- Xiaomi 12S Ultra
- Xiaomi 14T
- Xiaomi 14T Pro
- Xiaomi 13T
- Xiaomi 13T Pro
- Xiaomi 12T
- Xiaomi 12T Pro
- Xiaomi Civi 4 Pro
- Xiaomi Civi 3
- Xiaomi Civi 2
- Xiaomi MIX Fold 4
- Xiaomi MIX Fold 3
- Xiaomi MIX Fold 2
- Xiaomi MIX Flip
- POCO C75
- POCO C75 5G
- POCO C65
- POCO M7 5G
- POCO M7 Pro 5G
- POCO M6
- POCO M6 5G
- POCO M6 Plus
- POCO M6 Pro
- POCO M6 Pro 5G
- POCO X7
- POCO X6
- POCO X6 Pro
- POCO F6
- POCO F6 Pro
- POCO F5
- POCO F5 Pro
- POCO F4 GT
- Redmi 14C
- Redmi 14C 5G
- Redmi 14R
- Redmi 13
- Redmi 13 5G
- Redmi 13C
- Redmi 13C 5G
- Redmi 13R
- Redmi 12
- Redmi 12 5G
- Redmi 12R
- Redmi Note 14 5G
- Redmi Note 14 Pro 5G
- Redmi Note 14 Pro+
- Redmi Note 13
- Redmi Note 13 Pro
- Redmi Note 13 5G
- Redmi Note 13 Pro 5G
- Redmi Note 13 Pro+
- Redmi Note 13R
- Redmi Note 13R Pro
- Redmi Note 12
- Redmi Note 12S
- Redmi Note 12R
- Redmi Note 12T Pro
- Redmi Note 12 Turbo
- Redmi Turbo 3
- Redmi A3 Pro
- Redmi A4 5G
- Redmi K70
- Redmi K70 Pro
- Redmi K70E
- Redmi K70 Ultra
- Redmi K60
- Redmi K60 Pro
- Redmi K60 Ultra
- Redmi K50
- Redmi K50 Pro
- Redmi K50G
- Redmi K50 Ultra

### Honor
- Honor Magic V3
- Honor Magic Vs3
- Honor Magic V2
- Honor Magic V2 Ultimate Edition
- Honor Magic V2 RSR Porsche Design
- Honor Magic 6
- Honor Magic 6 Pro
- Honor Magic 6 Ultimate
- Honor Magic 6 RSR Porsche Design
- Honor Magic 5
- Honor Magic 5 Pro
- Honor Magic 5 Ultimate
- Honor Magic 4 Pro
- Honor Magic 4
- Honor 200
- Honor 200 Pro
- Honor 200 Smart
- Honor 100 Pro
- Honor 100
- Honor 90 GT
- Honor 90 Pro
- Honor 80 Pro
- Honor 80 GT
- Honor 80
- Honor X60 Pro
- Honor X60
- Honor X50
- Honor X9b
- Honor Magic V Flip
- Honor X7b 5G

### Infinix
- Infinix Zero 40 5G
- Infinix Zero 30
- Infinix Note 40 5G
- Infinix Note 40X
- Infinix Note 40
- Infinix Note 40 Pro 5G
- Infinix Note 40 Pro+ 5G
- Infinix GT 20 Pro

### Tecno
- Tecno Camon 30S Pro
- Tecno Pova 6 Neo
- Tecno Pova 6
- Tecno Pova 6 Pro
- Tecno Camon 30 Premier
- Tecno Camon 30 Pro
- Tecno Camon 30 5G
- Tecno Pova 5 Pro

### Nokia
- Nokia XR21
- Nokia X30
- Nokia G60 5G
- Nokia G42

### HMD
- HMD Pulse Pro
- HMD Pulse+
- HMD Fusion
- HMD Skyline
- HMD XR21
- HMD T21

### TCL
- TCL 50 5G
- TCL 50 NXTPAPER 5G
- TCL 50 Pro NXTPAPER 5G
- TCL 50 SE
- TCL 505
- TCL Tab 8 Gen 2
- TCL Tab 11 Gen 2